# The Childhood of a Leader
The Childhood of a Leader és una pel·lícula de misteri de drama història de 2015 coescrita, coproduïda i dirigida per Brady Corbet, la primera pel·lícula que dirigeix. Està vagament basada en la història curta de Jean-Paul Sartre The Childhood of a Leader, publicada el 1939 a la col·lecció The Wall. Corbet en va coescriure el guió amb la seva esposa Mona Fastvold, i en van rodar tant una versió en anglès com en francès.
La pel·lícula narra la infantesa d'un líder feixista al període immediatament posterior a la Primera Guerra Mundial. La producció va començar a principis de 2015 a Budapest (Hongria). La pel·lícula es va estrenar a la secció Horizon de competició a la 72a Mostra Internacional de Cinema de Venècia el 5 de setembre de 2015 i va guanyar-ne dos premis, a la millor pel·lícula debutant i al millor director.

## Repartiment
- Bérénice Bejo com a mare[11]
- Liam Cunningham com a pare[12]
- Stacy Martin com a Ada[13]
- Robert Pattinson com a Charles Marker / Prescott d'adult[2]
- Tom Sweet com a Prescott de nen[13]
- Yolande Moreau com a Mona[12]
- Jacques Boudet com a mossèn
- Michel Subor
- Sophie Curtis[12]
- Patrick McCullough[12]
- Michael Epp com a conseller
- Roderick Hill com a senyor americà vell